# Грогуль Андрій Олександрович
Гро́гуль Андрі́й Олекса́ндрович — солдат Збройних сил України, 72-а бригада, учасник російсько-української війни.

## Життєпис
З травня до середини липня 2014-го керував бригадою зв'язку. Побував в багатьох гарячих точках на Донбасі, був на «Должанському» й «Ізварино». Брав участь в боях за Ізварине. 14 липня у складі групи з 150 осіб, артилеристів і добровольців знаходився під Краснодоном під постійними обстрілами. При зміні місця перебування 4 зв'язківці завантажили радіоапаратуру, набої й поїхали на «ГАЗ-66», автомобіль підірвався на фугасній міні терористів, водій загинув одразу. Андрій з товаришами вистрибнули з палаючого автомобіля на ходу.
Під час бою важко поранено 5 бійців, командир наказав швидко відправити їх до найближчої лікарні — в російському Гуково. Бійців прооперували, 24 липня доставили літаком у Київ.
Виздоровлювати йому допомагали мама, дружина та 12-річна донька Олександра.

## Нагороди
За особисту мужність і героїзм, виявлені у захисті державного суверенітету та територіальної цілісності України, вірність військовій присязі під час російсько-української війни
- нагороджений орденом «За мужність» III ступеня (26.2.2015).